# Aeroportul Teixeira de Freitas
Aeroportul Teixeira de Freitas (IATA: TXF, ICAO: SNTF) este un aeroport din Bahia, Brazilia ce deservește zona Teixeira de Freitas. Aeroportul a fost tranzitat în 2022 de 3.464 de pasageri. A fost numit după zona deservită.
Situat la o altitudine de 105 m, aeroportul dispune de 1 pistă.

## Infrastructură

### Piste
Aeroportul dispune de o singură pistă. Pista 11/29 are suprafața de asfalt și dimensiunile 1.460 m × 30 m. 